# 莫尔维利耶 (厄尔-卢瓦省)
莫尔维利耶（法語：Morvilliers，法語發音：[mɔʁvilje]）是法国厄尔-卢瓦省的一个市镇，属于德勒区。

## 地理
莫尔维利耶（48°38'39"N, 0°56'12"E）面积9.92 平方千米，位于法国中央-卢瓦尔河谷大区厄尔-卢瓦省，该省份为法国北部内陆省份，北起顺时针与厄尔省、伊夫林省、埃松省、卢瓦雷省、卢瓦-谢尔省、萨尔特省和奧恩省接壤。
与莫尔维利耶接壤的市镇（或旧市镇、城区）包括：布瓦西莱佩尔什、博什。

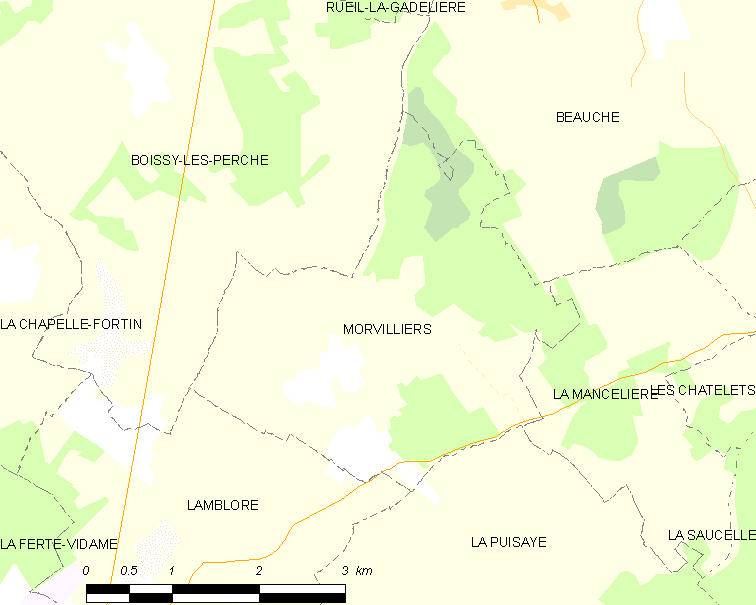
的OSM定位图

莫尔维利耶的时区为UTC+01:00、UTC+02:00（夏令时）。

## 行政
莫尔维利耶的邮政编码为28340，INSEE市镇编码为28271。

## 政治
莫尔维利耶所属的省级选区为圣吕班德容什雷县。

## 人口

1962-2008年间人口变化图示

莫尔维利耶于2022年1月1日时的人口数量为127人。